# Adams & Company
Adams & Company war ein britischer Hersteller von Automobilen.

## Unternehmensgeschichte
Das Unternehmen aus Tunbridge Wells begann 1903 mit der Produktion von Automobilen. Der Markenname lautete Adams. 1906 endete die Produktion. Die Mitarbeiter James, Talbot und Davison stellten später in ihrem Unternehmen James, Talbot & Davison ebenfalls Automobile her.

## Fahrzeuge
Zunächst standen Avant-Trains im Angebot. Dies waren Antriebseinheiten, mit denen unmotorisierte Fahrzeuge motorisiert wurden. Diese Einheiten wurden vorne am Fahrzeug montiert. Ein Ottomotor sorgte für den Antrieb. 1905 wurde ein zweisitziger Kleinwagen auf einer Ausstellung präsentiert und als One of the Best beworben. Der Motor leistete 9 PS.